# Bederowiec
Bederowiec (deutsch Bedersdorf) war ein Ort in Oberschlesien. Bedersdorf war einer von mehreren Orten, aus denen 1924 die Stadt Katowice hervorging.
Aufgeteilt wird der Ort heute in zwei Städte: Kattowitz – Osiedle Tysiąclecia (Millennium Wohnsiedlung), und Chorzow – Schlesische Park.

## Geschichte
Der Ort wurde als Kolonie in der ersten Hälfte des 19. Jahrhunderts gegründet. Die Kolonie Bedersdorf wurde vom preußischen Pfarrer Josef Beder (1773–1855) gegründet und nach ihm benannt. 1825 hatte Bedersdorf 67 Kolonistenstellen. 1890 hatte der Ort 250 Einwohner.
Am 15. Juli 1924 wurde Bedersdorf zusammen mit Domb, Bogutschütz, Zawodzie, Zalenze, Ellgoth und Brynow als Stadtteil in die Stadt Kattowitz eingegliedert.
Nach dem Zweiten Weltkrieg wurden die sogenannten „familoki“ durch neue, niedergeschossige Bebauung ersetzt. Ende der sechziger Jahre entstanden dann die „Millennium Wohnsiedlung“ („Osiedle Tysiąclecia“) – höhere Mehrfamilienhäuser.